# シズラー (トップをねらえ!)
シズラーは、OVA『トップをねらえ!』および、同作DVD版収録の映像特典『シズラープロジェクト』に登場する架空の兵器。
ガンバスターの量産型マシーン兵器。

## 概要
量産型のため、ガンバスターとは異なり分離合体構造は無くし、基本的に1人乗り。また、装甲・機体構造自体もガンバスターほど強靱なわけではないらしく、3万分の1に圧縮された木星内では圧潰しそうになっていた。しかし従来のマシーン兵器に比べ、遥かに優秀であり、銀河中心殴り込み艦隊の主力マシーン兵器に採用された。
部隊によってシズラー黒・白・銀（色の読み方はそれぞれ、ブラック、ホワイト、ぎん）という、亜光速移動時のエーテル衝撃波を極限まで減らすために施された光波メッキボディの色違いによる3タイプがある。しかし、それでも宇宙怪獣の近衛師団には対抗が難しいようで、銀河殴りこみの戦いでは1万機が撃破されている。
なお、『トップをねらえ2!』後の世界では再び宇宙軍の主力となった。
名前は（メーンスタッフの幼少期に垂涎の輸入高級玩具であった）マテルの電動ミニカーから。上記の黒・白・銀のカラーバリエーションも日本でのシズラーカーの商品展開にちなむ。レストランチェーンのシズラーから採られたとの説があるが、当チェーンの日本への展開は1991年からである。頭部のデザインは『ガメラ対大悪獣ギロン』の宇宙ギャオスをもとにしている。
開発プロジェクト承認コード=NCC-1701DACBEは、特典映像「シズラープロジェクト」における開発主任の役を、『新スタートレック』のデータ少佐と同じ大塚芳忠が演じていることから、宇宙戦艦エンタープライズの認識番号NCC-1701と歴代の同名艦に付けられる末尾のアルファベットを放送出現順に並べたもの。
『トップをねらえ! NeXT GENERATION』ではユング・フロイト機（黒）にガンバスターに似せた外装を施したシズラー黒改が登場。銀河連邦の初代大統領となったユングに代わり、タカヤ・ノリコとオオタ・カズミのクローン体（その姿は太陽系絶対防衛戦当時のデータを基にしている模様）をパイロットとしてシリウス迎撃艦隊に配備された。

## 主なパイロット
- ユング・フロイト（シズラー黒）
- 神田みちる（シズラー白）
- 上田ちづる（シズラー銀）
- ノリコ・レプリカ & カズミ・レプリカ（シズラー黒改）

## 武装
ガンバスターの量産型というだけあって、ガンバスターと同じ系統の武装を搭載している。
シズラービーム砲
頭部から発射される光線兵器。バスタービームと同じ。
シズラートマホーク
接近戦で使用する戦斧。バスタートマホークに相当する。
シズラーランサー
RX-7の主武器プラズマランサーを応用、発展させた武器。
チェーンナックル
先端に突起の付いた鎖を相手に打ちつけ、電流を流す。
バルカンブラスター
腕部から放たれる機関砲（核弾頭を使用）。バスターミサイルマイトに相当する。
ジャコビニ流星アタック
厳密には武装ではなくユング･フロイトのみが使用する必殺技。シズラーランサーを構えて敵に接近し、超高速の連続突きを見舞う。
シズラーミサイル
指先からミサイルを放つ。バスターミサイルのシズラー版。スーパーロボット大戦シリーズで登場。
シズラーコレダー
バスターコレダーのシズラー版。スーパーロボット大戦シリーズで登場。